# Ance (rzeka)
Ance – rzeka we Francji, przepływająca przez tereny departamentów Puy-de-Dôme, Loara oraz Górna Loara, o długości 69 km. Stanowi lewy dopływ rzeki Loary.